# Internazionali d'Italia 2008 - Qualificazioni singolare maschile
Le qualificazioni del singolare maschile degli Internazionali d'Italia 2008 sono state un torneo di tennis preliminare per accedere alla fase finale della manifestazione. I vincitori dell'ultimo turno sono entrati di diritto nel tabellone principale. In caso di ritiro di uno o più giocatori aventi diritto a questi sono subentrati i lucky loser, ossia i giocatori che hanno perso nell'ultimo turno ma che avevano una classifica più alta rispetto agli altri partecipanti che avevano comunque perso nel turno finale.
Le qualificazioni prevedevano 28 partecipanti di cui 7 sono entrati nel tabellone principale.

## Teste di serie
1. Gaël Monfils (ultimo turno)
2. Jonas Björkman (ultimo turno)
3. Victor Hănescu (primo turno)
4. Miša Zverev (ultimo turno)
5. Juan Martín del Potro (Qualificato)
6. Nicolás Lapentti (Qualificato)
7. Arnaud Clément (ultimo turno)

1. Evgenij Korolëv (Qualificato)
2. Boris Pašanski (ultimo turno)
3. Pablo Cuevas (Qualificato)
4. Benjamin Becker (ultimo turno)
5. Luis Horna (Qualificato)
6. Olivier Patience (Qualificato)
7. Édouard Roger-Vasselin (ultimo turno)

## Qualificati
1. Olivier Patience
2. Evgenij Korolëv
3. Thomas Fabbiano
4. Luis Horna

1. Juan Martín del Potro
2. Nicolás Lapentti
3. Pablo Cuevas

## Tabellone

### Legenda
| - Q = Qualificato - WC = Wild card - LL = Lucky loser | - ALT = Alternate - SE = Special Exempt - PR = Protected Ranking | - w/o = Walkover - r = Ritirato - d = Squalificato |

### Sezione 1
|  | Primo turno | Primo turno      | Primo turno    | Primo turno | Primo turno |  |  | Ultimo turno | Ultimo turno     | Ultimo turno     | Ultimo turno | Ultimo turno |  |
|  |             |                  |                |             |             |  |  |              |                  |                  |              |              |  |
|  | 1           | Gaël Monfils     | Gaël Monfils   | 6           | 6           |  |  |              |                  |                  |              |              |  |
|  |             | Manuel Sánchez   | Manuel Sánchez | 4           | 2           |  |  | 1            | Gaël Monfils     | Gaël Monfils     | 3            | 0r           |  |
|  | 13          | Olivier Patience | 6              | 4           | 6           |  |  | 13           | Olivier Patience | Olivier Patience | 6            | 1            |  |
|  |             | Stefano Galvani  | 2              | 6           | 4           |  |  |              |                  |                  |              |              |  |

### Sezione 2
|  | Primo turno | Primo turno     | Primo turno     | Primo turno | Primo turno |  |  | Ultimo turno | Ultimo turno    | Ultimo turno    | Ultimo turno | Ultimo turno |  |
|  |             |                 |                 |             |             |  |  |              |                 |                 |              |              |  |
|  | 2           | Jonas Björkman  | 6               | 3           | 7           |  |  |              |                 |                 |              |              |  |
|  |             | Matteo Trevisan | 4               | 6           | 65          |  |  | 2            | Jonas Björkman  | Jonas Björkman  | 6            | 2            |  |
|  | 8           | Evgenij Korolëv | Evgenij Korolëv | 6           | 6           |  |  | 8            | Evgenij Korolëv | Evgenij Korolëv | 7            | 6            |  |
|  |             | Andrej Golubev  | Andrej Golubev  | 3           | 3           |  |  |              |                 |                 |              |              |  |

### Sezione 3
|  | Primo turno | Primo turno      | Primo turno     | Primo turno | Primo turno |  |  | Ultimo turno | Ultimo turno    | Ultimo turno | Ultimo turno | Ultimo turno |  |
|  |             |                  |                 |             |             |  |  |              |                 |              |              |              |  |
|  |             | Thomas Fabbiano  | Thomas Fabbiano | 6           | 3           |  |  |              |                 |              |              |              |  |
|  | 3           | Victor Hănescu   | Victor Hănescu  | 4           | 0r          |  |  |              | Thomas Fabbiano | 3            | 7            | 6            |  |
|  | 9           | Boris Pašanski   | 4               | 6           | 6           |  |  | 9            | Boris Pašanski  | 6            | 5            | 3            |  |
|  |             | Andrea Arnaboldi | 6               | 3           | 3           |  |  |              |                 |              |              |              |  |

### Sezione 4
|  | Primo turno | Primo turno  | Primo turno | Primo turno | Primo turno |  |  | Ultimo turno | Ultimo turno | Ultimo turno | Ultimo turno | Ultimo turno |  |
|  |             |              |             |             |             |  |  |              |              |              |              |              |  |
|  | 4           | Miša Zverev  | 6           | 5           | 6           |  |  |              |              |              |              |              |  |
|  |             | Jurij Ščukin | 4           | 7           | 2           |  |  | 4            | Miša Zverev  | Miša Zverev  | 2            | 5            |  |
|  | 12          | Luis Horna   | 6           | 2           | 6           |  |  | 12           | Luis Horna   | Luis Horna   | 6            | 7            |  |
|  |             | Maks Mirny   | 4           | 6           | 4           |  |  |              |              |              |              |              |  |

### Sezione 5
|  | Primo turno | Primo turno           | Primo turno | Primo turno | Primo turno |  |  | Ultimo turno | Ultimo turno          | Ultimo turno          | Ultimo turno | Ultimo turno |  |
|  |             |                       |             |             |             |  |  |              |                       |                       |              |              |  |
|  | 5           | Juan Martín del Potro | 6           | 4           | 6           |  |  |              |                       |                       |              |              |  |
|  |             | Francesco Aldi        | 0           | 6           | 2           |  |  | 5            | Juan Martín del Potro | Juan Martín del Potro | 6            | 6            |  |
|  | 11          | Benjamin Becker       | 4           | 6           | 6           |  |  | 11           | Benjamin Becker       | Benjamin Becker       | 1            | 1            |  |
|  |             | Simone Vagnozzi       | 6           | 4           | 2           |  |  |              |                       |                       |              |              |  |

### Sezione 6
|  | Primo turno | Primo turno            | Primo turno            | Primo turno | Primo turno |  |  | Ultimo turno | Ultimo turno           | Ultimo turno           | Ultimo turno | Ultimo turno |  |
|  |             |                        |                        |             |             |  |  |              |                        |                        |              |              |  |
|  | 6           | Nicolás Lapentti       | 3                      | 6           | 7           |  |  |              |                        |                        |              |              |  |
|  |             | Paolo Lorenzi          | 6                      | 1           | 5           |  |  | 6            | Nicolás Lapentti       | Nicolás Lapentti       | 6            | 6            |  |
|  | 14          | Édouard Roger-Vasselin | Édouard Roger-Vasselin | 6           | 6           |  |  | 14           | Édouard Roger-Vasselin | Édouard Roger-Vasselin | 2            | 0            |  |
|  |             | Adrián García          | Adrián García          | 4           | 3           |  |  |              |                        |                        |              |              |  |

### Sezione 7
|  | Primo turno | Primo turno     | Primo turno | Primo turno | Primo turno |  |  | Ultimo turno | Ultimo turno   | Ultimo turno   | Ultimo turno | Ultimo turno |  |
|  |             |                 |             |             |             |  |  |              |                |                |              |              |  |
|  | 7           | Arnaud Clément  | 4           | 6           | 6           |  |  |              |                |                |              |              |  |
|  |             | Leonardo Azzaro | 6           | 2           | 3           |  |  | 7            | Arnaud Clément | Arnaud Clément | 3            | 3            |  |
|  | 10          | Pablo Cuevas    | 6           | 4           | 6           |  |  | 10           | Pablo Cuevas   | Pablo Cuevas   | 6            | 6            |  |
|  |             | Matteo Marrai   | 3           | 6           | 1           |  |  |              |                |                |              |              |  |